# Paseh Kaler
Paseh Kaler is een bestuurslaag in het regentschap Sumedang van de provincie West-Java, Indonesië. Paseh Kaler telt 4703 inwoners (volkstelling 2010).